# Anastasio Chinchilla y Piqueras
Anastasio Chinchilla y Piqueras   (Aiora, 1801 - Sevilla, 1867) va ser un metge, historiador, biògraf i bibliògraf de la medicina espanyola d'origen valencià.

## Biografia
Va néixer a la localitat valenciana d'Aiora. Va estudiar en el Seminari d'Oriola, però ho va abandonar per estudiar Medicina a la Universitat de València, on es va llicenciar en 1829. Després d'opositar, va aconseguir plaça de metge militar i va incorporar-se a diverses comissions per tot el territori espanyol. Amb vocació docent, va donar cursos d'història de la medicina a l'Ateneo de Madrid i va substituir Tomàs Villanova en la càtedra de zoologia mentre va estar malalt. També va donar classes de medicina legal i forense al Liceu Valencià (1841). Es va doctorar en 1846 i va ser nomenat metge honorari de la Reial Cambra. Va ser director d'El Heraldo Médico de Madrid, i també col·laboraria en altres publicacions periòdiques com ara el Boletín de Medicina, Cirugía y Farmacia o el Butlletí de l'Institut Mèdic Valencià.
Es va dedicar sobretot a la biobibliografia de la medicina espanyola i va publicar una «Anales históricos de la medicina en general, y biográfico-bibliográficos de la Española en particular» que ofereix una visió general de l'evolució de la ciència mèdica en aquest Estat; com que va aparèixer abans que la d'Antonio Hernández Morejón va ser acusat de plagi, ja que havia treballat per a Morejón i tots dos feien servir manuscrits de Joaquín Villalba, de manera que existien no poques coincidències, però l'obra de Chinchilla és més àmplia i en ella figuren dos-cents setanta-tres metges que Morejón no esmenta. Està dividida en quatre seccions cronològiques: 1. Dels fenicis fins a la invasió islàmica; 2. Segles medievals; 3. Des de finals de segle xv fins a finals del XVIII; 4. Etapa contemporània. L'obra reivindica el mèrit científic espanyol amb un nacionalisme típicament romàntic.

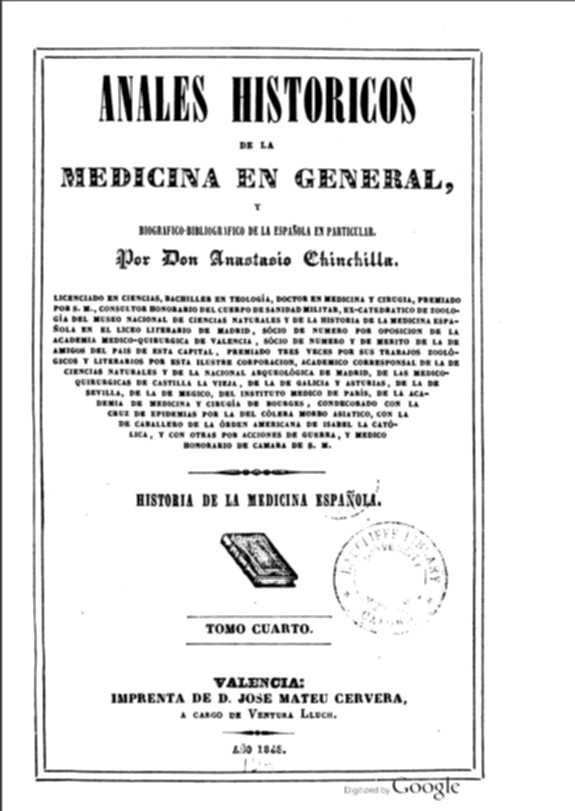
«Anales históricos de la medicina en general, y biográfico-bibliográficos de la Española en particular» - Tom IV

## Obra
- Historia general de la medicina española. València, Imp. López y Cía., 1841-46, 4 vols.